# Gilbert Robin (football)
Pour les articles homonymes, voir Gilbert Robin et Robin.
Gilbert Robin est un footballeur né le 2 août 1942 à Restanlern en Kergloff près de Carhaix-Plouguer, en Bretagne et mort le 23 avril 2002 à Quimper.

## Biographie
Après avoir fréquenté l'école de Restanlern, son village, il poursuit ses études au collège à Carhaix. Comme de nombreux sportifs à cette époque, il s'inscrit aux Dernières Cartouches de Carhaix où il est très vite remarqué pour ses qualités de gardien de but. Il y reste entre 1960 et 1963.
À l'occasion de son service militaire en Algérie, il a l'occasion de disputer une rencontre amicale contre le Stade rennais, en stage dans cette région d'Afrique du Nord et est repéré par les dirigeants bretons. Il commence comme doublure (il est le gardien remplaçant lors de la finale de la Coupe de France en 1965) mais à partir de 1966, il prend la place de titulaire qu'il garde pendant trois saisons, la dernière en 1969-1970 lorsqu'il redevient deuxième gardien. Il reste à Rennes jusqu'en 1970, date à laquelle il signe au Stade Malherbe de Caen.
Puis, désireux de revenir en Bretagne en 1971, il répond positivement aux sollicitations du Stade quimpérois, qui évolue à cette époque en seconde division professionnelle. Pendant de nombreuses années, il en est l'une des pièces maîtresses entre 1971 et 1975, comme titulaire pendant trois saisons, perdant sa place au profit de Jean-Yves Larzul en 1974-1975, alors que le Stade quimpérois est revenu en deuxième division.
Puis, il se dirige vers une carrière d'entraîneur où il connaît aussi une belle réussite durant de longues années aux Glaziks de Coray.
Après le football, Gilbert Robin devient un adepte du cyclotourisme. C'est au cours d'une sortie, le 23 avril 2002 qu'il est victime d'un dramatique accident de la route.
La ville de Kergloff lui a rendu hommage : l'inauguration de la rue Gilbert-Robin dans son quartier des Quatre Vents s'est déroulée samedi 9 avril 2011.